# Totus Gaudeo
Totus Gaudeo ist eine Musikgruppe aus der Gegend um Landshut.

## Geschichte
Der Name Totus Gaudeo kommt aus dem lateinischen und bedeutet frei übersetzt „Ich freu mich so“. Die Musiker von Totus Gaudeo trafen sich 2003 zufällig auf dem Fest zum 600-jährigen Marktjubiläum von Ergoldsbach. Die Gruppe trat als klassischer Walking Act auf Mittelalterfesten und Ritterturnieren auf. 2006 wurde in Eigenproduktion das Debütalbum Vagantenstreich aufgenommen.
2008 gewann die Band den von Radio Aena ausgerufenen Band Contest im Rahmen der Veranstaltung „Ritter in München“. Ein Jahr später wurde das zweite Album Aus der Bredouille im Studio von Roth Recordings in Kirchrimbach aufgenommen und konnte dessen Besitzer Dieter Roth, bekannt als Produzent von Haggard, als Produzent gewinnen. Einige der Songs wurden seitdem auf verschiedenen Samplern veröffentlicht, so beispielsweise den Mittelaltersamplern von Pax et gaudium, Zillo oder des Miroque Magazins.
Inzwischen ist Totus Gaudeo auf diversen Mittelalterfesten wie z. B. auf Schloss Amerang, Burg Kufstein, Burg Trausnitz (Landshut) oder beim Schloßfest in Neufahrn in Niederbayern erfolgreich aufgetreten. Beim alljährlichen Burgfest in Burghausen ist Totus Gaudeo nicht mehr wegzudenken und ist dort inzwischen musikalischer Haupt-Act. Auch beim Festival Mediaval in Selb, Europas größtem Mittelalter Musik Festival, oder dem WGT in Leipzig kann Totus Gaudeo ihr Publikum immer wieder für sich gewinnen. Im Sommer/Herbst 2013 haben sich die Künstler im Projekt „CODEX - ein literarical“ mit dem Bestsellerautor Richard Dübell zusammengeschlossen, um gemeinsam den ersten Band Dübells Trilogie Die Teufelsbibel einem breiten Publikum zu präsentieren.
Anfang 2022 haben Totus Gaudeo ihr viertes Album Der IV. Streich veröffentlicht. Das Album produzierte Hubsi Widmann, der ehemals Bassist und Produzent von Schandmaul war. Zur Riege der von Widmann produzierten Formationen gehören u. a. auch Faun, Furunkulus Bladilo und Adas.

## Stil
Die Musik der Band lässt sich kaum einem Genre zuordnen. So reicht das Repertoire von historischen Tänzen, über Stücke im unterhaltsamen Liedermacher-Stil, bis hin zu Folk Rock. Neben lateinischen Texten, z. B. aus den Carmina Burana, sind die Liedtexte hauptsächlich in deutscher Sprache verfasst. Die Gruppe erzählt häufig kleine Geschichten, die meist in eine mittelalterliche Welt eingebettet sind. Die Instrumentierung mit Drehleier, Schalmei, Schäferpfeife, Laute, Bouzouki und Flöten rückt zudem die Musik in die Nähe der Mittelaltermusik, wobei sie einem Anspruch auf historische Authentizität nicht nachkommt. Die Band selbst bezeichnet ihren Stil als „Vagantenmusik“.

## Konzerte

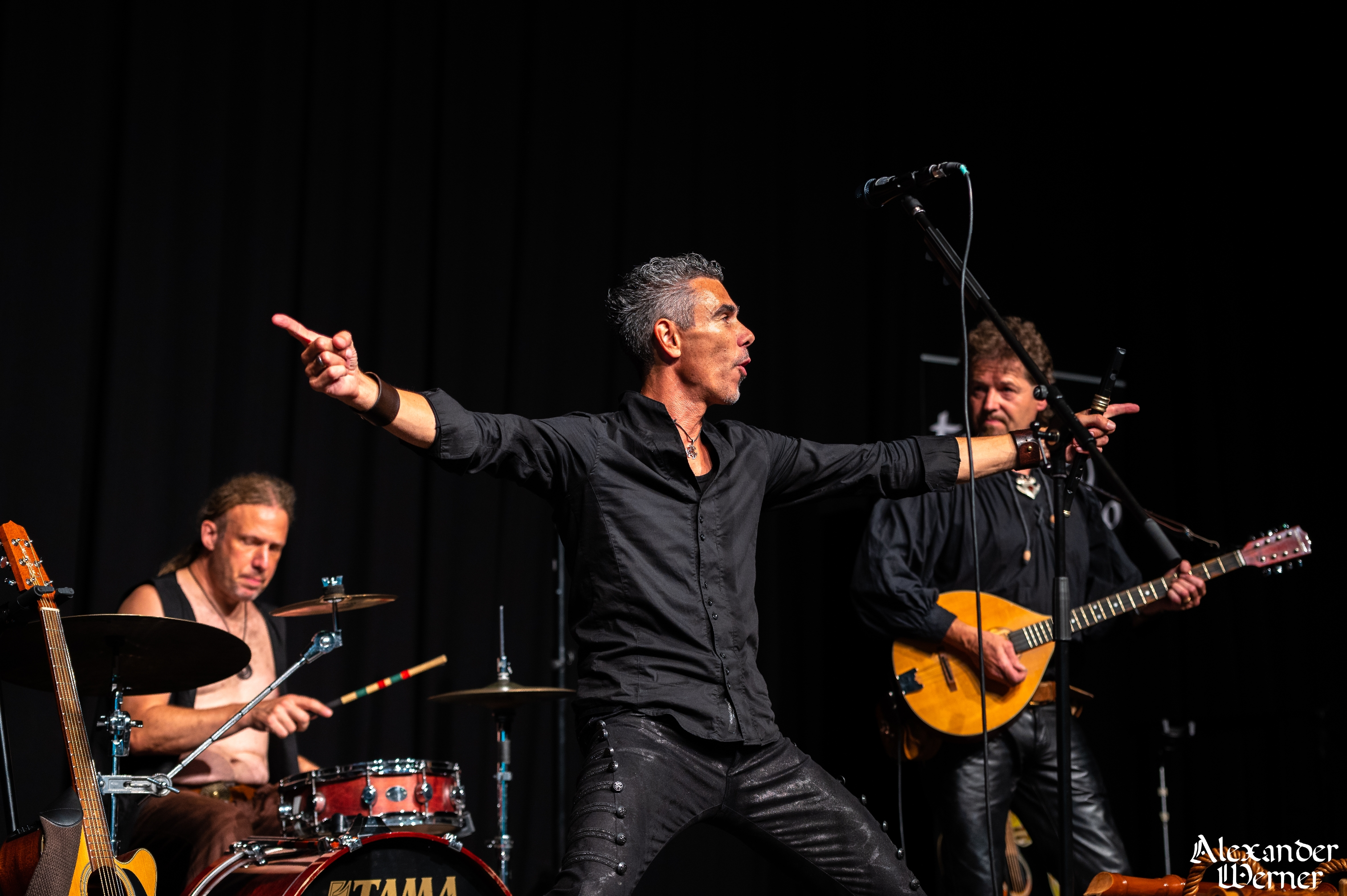
Van Benningen, Wernhard und Don Pedro live

Totus Gaudeo trat bisher auf zahlreichen deutschen Mittelaltermärkten auf, wie beispielsweise dem Kaltenberger Ritterturnier, dem Burgfest in Burghausen, dem Ritter-Markt in Amerang und Kufstein, oder zahlreichen Veranstaltungen von Haudegen Events in Poing, Hallbergmoos, Erding und Füssen. Neben diesen Auftritten spielten sie auf einigen Konzerten, wie etwa im Landshuter Salzstadl, als Vorgruppe von Sava und Corvus Corax und zusammen mit Triskilian auf dem Musica Antiqua Festival im Spectaculum Mundi in München. 2011 treten sie als „Mitternacht Akustik Special“ auf dem Festival-Mediaval in Selb dazu.
2014 und 2018 traten sie im Heidnischen Dorf auf dem Wave-Gotik-Treffen auf.

## Diskografie
- 2007: Vagantenstreich (Album, Eigenveröffentlichung)
- 2009: Aus der Bredouille (Album, Zerberus Music)
- 2014: Spieler (Album, Zerberus Music)
- 2022: Der IV. Streich (Album, Zerberus Music)

## Pressestimmen
- Mit ihrem 2. Album „Aus der Bredouille“ haben sie Ende 2009 mit viel Sinn für wohlige Melodien und pfiffigen Arrangements einen augenzwinkernden Volltreffer gelandet  (Zillo)
- ... Totus Gaudeo ist für mich eine der besten akustischen Mittelalter Rockbands. Brillante Musiker und hervorragende Sänger scheuen sich nicht davor neben traditionellen Themen auch eigene begeisternde Stücke zu schreiben. ... (folkworld.de)
- Wer nach dem Hören von so viel Lebenslust noch schlechte Laune hat, ist wirklich selber schuld! (Miroque)